# Les Nouvelles Stars
Pour l'émission de télé-crochet, voir Nouvelle Star
Pour plus de détails, voir Fiche technique et Distribution.
Les Nouvelles Stars (titre original : Machen wir’s auf Finnisch, en français "Faisons-le en finnois") est un téléfilm allemand réalisé par Marco Petry (de), diffusé pour la première fois en 2008.

## Synopsis
Annika est stagiaire depuis longtemps au sein de la maison de disques "GrandMusic", où elle travaille dans les relations avec la presse avec l'odieuse Cora. Elle gonfle son cv en faisant croire qu'elle parle couramment le finlandais. Enfin, elle a une chance d'avoir un CDI. Pour la mettre à l'épreuve, elle doit préparer "Ripili", un boys band finlandais, à un grand concours de talents en Allemagne. Mais à l'aéroport, Annika reçoit "Rypeli", un groupe de death metal très mauvais : elle n'a pas compris l'agent finlandais au téléphone. Annika ne peut et ne veut pas renoncer, car son poste de productrice dépend de la victoire à ce concours. Lors de la première répétition, il devient rapidement évident qu'il sera très difficile de préparer le groupe pour ce concours. Les garçons ont néanmoins aussi leur "bon" côté - Annika comprend ce que l'agent voulait dire par "diamant brut". Cependant elle fait en sorte pour que son patron ne rencontre pas les trois Finlandais. Les membres du groupe apprennent à jouer ensemble. Mais une dispute éclate lorsque Matti, le chanteur du groupe, s'essouffle et ne peut plus chanter. Auparavant il avait déjà perdu un concours. Annika amène Matti chez un médecin qui lui diagnostique de l'asthme. Aussitôt Erkki, le bassiste, est nommé chanteur.
Matti et Annika tombent amoureux. Le groupe fait de grands progrès, change leur style en faisant maintenant du hard rock et acquiert ses chances dans la compétition ; par ailleurs, Matti se remet bien de son asthme. Mais lors d'une présentation interne à la maison de disque, tout est démasqué : Annika est virée, « Rypeli » est contraint de rentrer en Finlande. Mais Annika ne renonce toujours pas et annonce aux garçons qu'ils pourraient participer au grand concours, à condition qu'une maison de disques ait investi une certaine somme ou soit présent depuis dix ans sur le marché. L'ami qui tient le studio dans lequel se sont faites les répétitions est suffisamment dans le métier pour former un label et produire les Finlandais en Allemagne. Le groupe est sélectionné pour le concours. Peu avant le début de la compétition, Matti décide de chanter la chanson lui-même, le groupe gagne. Paula, la sœur aînée d'Annika, qui vient d'être licenciée par une société de cosmétiques, se met en couple avec Erkki et accompagne Matti et Annika en "tournée".

## Fiche technique
- Titre : Les Nouvelles Stars
- Titre original : Machen wir’s auf Finnisch
- Réalisation : Marco Petry (de) assisté de Gesine Blanke et de Tobias Joosten
- Scénario : Axel Staeck
- Musique : Yull-Win Mak (de)
- Direction artistique : Maximilian Lange
- Costumes : Petra M. Hanslbauer
- Photographie : Eckhard Jansen
- Son : Thomas Meyer
- Montage : Zaz Montana
- Production : Astrid Kahmke
- Sociétés de production : ProSieben, Bavaria Fernsehproduktion
- Société de distribution : ProSieben
- Pays d'origine :  Allemagne
- Langue : allemand
- Format : Couleurs - 1,78:1 - Dolby Digital - 35 mm
- Genre : Comédie
- Durée : 89 minutes
- Dates de première diffusion :
  -  Allemagne : 25 octobre 2008 sur ProSieben.
  -  France : 25 août 2009 sur M6[1].

## Distribution
- Jasmin Schwiers : Annika
- Volker Bruch : Matti
- Lasse Myhr (de) : Erkki
- Daniel Zillmann (de) : Janne
- Sylta Fee Wegmann (VF : Josy Bernard) : Cora
- Martin Feifel (de) : Mike
- Jürgen Tonkel (de) : Carlo Schneider
- Matthias Beier (de) : Hannes
- Nina-Friederike Gnädig : Paula

## Source de la traduction
- (de) Cet article est partiellement ou en totalité issu de l’article de Wikipédia en allemand intitulé « Machen wir’s auf Finnisch » (voir la liste des auteurs).